# Dornier Libelle
Dornier Libelle I (tiếng Anh:"Dragonfly I" Chuồn chuồn I), cũng còn được gọi là Do A, là một máy bay hạ cánh trên mặt nước một tầng cánh, hoàn toàn bằng kim loại, cánh parasol và buồng lái mở của Đức, với một phần cơ cấu bao trùm các cánh.

## Thông số kỹ thuật (Dornier Libelle)
Dữ liệu từ 

### Đặc điểm riêng
- Phi đoàn: 1
- Sức chứa: 2
- Chiều dài: 7,18 m (23 ft 6,5 in)
- Sải cánh: 8,5 m (27 ft 10,5 in)
- Chiều cao: 2,27 m (7 ft 5,25 in)
- Diện tích cánh: 14 m² (150,7 ft²)
- Trọng lượng rỗng: 400 kg (882 lb)
- Trọng lượng cất cánh: 650 kg (1.433 lb)
- Trọng lượng cất cánh tối đa: n/a
- Động cơ: 1 × động cơ piston Siemens-Halske Sh 4, 37 đến 45 kW (50 to 60 hp)

### Hiệu suất bay
- Vận tốc cực đại: 120 km/h (75 mph)
- Tầm bay: n/a
- Trần bay: 1.600 m (5.250 ft)
- Vận tốc lên cao: n/a
- Lực nâng của cánh: n/a
- Lực đẩy/trọng lượng: n/a